# Fayette (Wisconsin)
Fayette – miasto w Stanach Zjednoczonych, w stanie Wisconsin, w hrabstwie Lafayette.